# Tazarkosh
Tazarkosh (persiska: طَزَركَش, تَرزكُش, طَزَر كُش, طَزَر گَش, طَرَز كَش, تزرکش, Ţazarkash) är en ort i Iran.   Den ligger i provinsen Qazvin, i den nordvästra delen av landet, 180 km väster om huvudstaden Teheran. Tazarkosh ligger 1 578 meter över havet och antalet invånare är 311.
Terrängen runt Tazarkosh är kuperad åt nordväst, men åt sydost är den platt. Runt Tazarkosh är det ganska glesbefolkat, med 29 invånare per kvadratkilometer. Närmaste större samhälle är Kūhīn, 3,8 km sydost om Tazarkosh. Trakten runt Tazarkosh består i huvudsak av gräsmarker.